# Eli Lilly and Company

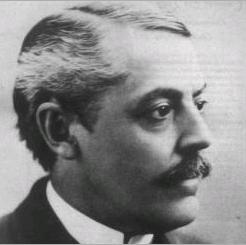
Plukovník Eli Lilly (1885)

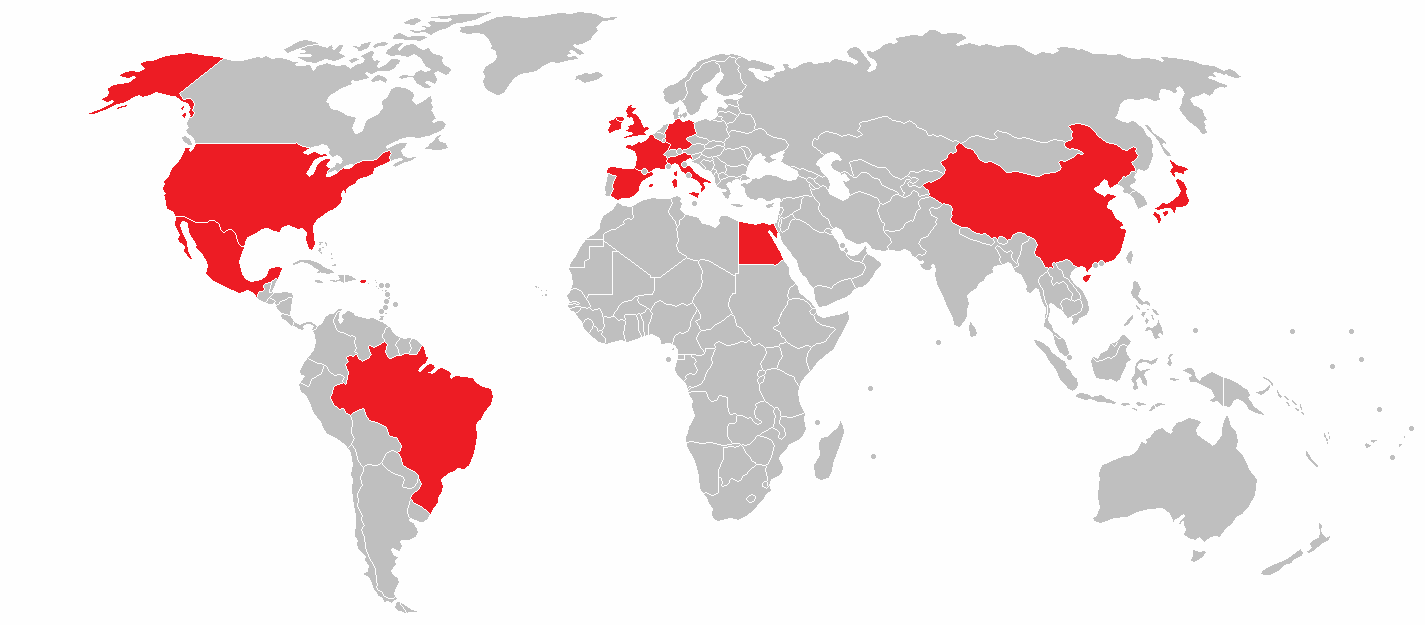
Výrobní závody společnosti na mapě světa

Eli Lilly & Co je nadnárodní americká farmaceutická společnost. Založil ji 10. května 1876 plukovník a farmaceut Eli Lilly v Indianapolis ve státě Indiana.
V roce 2013 zaměstnávala celosvětově 38 000 lidí, zastoupení měla ve 125 zemích a dosáhla ročního obratu 23,1 miliard dolarů, léky dodává do 143 zemí světa. Patří tak k největším farmaceutickým firmám na světě.
Hlavní výzkumná a vývojová centra se nachází v devíti zemích a ve více než šedesáti zemích světa provádí klinické studie. V ČR působí od roku 1992. Nejvíce se proslavila zřejmě vývojem antidepresiva Prozac.

## Zajímavost
V letech 1977 až 1979 byl ředitelem firmy pozdější prezident George H. W. Bush.